# Финал Кубка Футбольной лиги 2007
Финал Кубка Футбольной лиги 2007 года (англ. 2007 Football League Cup Final) — футбольный матч, который прошёл 25 февраля на стадионе «Миллениум» в Кардиффе. Матч стал завершением 47-го розыгрыша Кубка Футбольной лиги, кубкового турнира, в котором принимают участие 92 клуба из Премьер-лиги и Футбольной лиги. Финал транслировался в прямом эфире телеканалами BBC и Sky Sports. Впервые в истории кубка, в финале встретились два лондонских клуба «Арсенал» и «Челси», которые прежде на этом стадионе встречались в 2002 году в Финале Кубка Англии.
Игра закончилась победой «Челси» со счетом 2:1. Победу «Челси» принес дубль Дидье Дрогба. Лучший бомбардир премьер-лиги отличился на 20-й и 84-й минутах и помог своей команде одержать волевую победу над «Арсеналом», который открыл счет на 12-й минуте благодаря голу Тео Уолкотта. Яркая и захватывающая игра была омрачена очередной травмой Джона Терри и потасовкой на последних минутах, в результате которой красные карточки получили Джон Оби Микел, Коло Туре и Эммануэль Адебайор.

## Перед матчем
В связи с задержками поезда около 2000 болельщиков опоздали на старт матча. Многие фанаты просили, чтобы время начала мача перенести, но этого не состоялось. Управление сетью железных дорог позже извинилось за задержки в перевозках.

## Инцидент в матче
7 минут было добавлено к основному времени первого тайма из-за того, что оказывалась медицинская помощь Джону Терри. Эпизод, повлекший за собой травму Терри, возник во время борьбы защитника «Челси» в штрафной «Арсенала». Мяч заметался по штрафной, голкипер «канониров» Мануэль Альмуния покинул ворота и оставил их неприкрытыми, чем и попытался воспользоваться капитан «Челси». Терри хотел забить мяч головой в пустые ворота, но полузащитник «Арсенала» Абу Диаби решил сыграть на отбой. Однако вместо мяча со всего размаху попал ногой Терри по голове.
Защитник упал навзничь и с полминуты, до появления на поле врачей, находился без сознания. Медикам «Челси» удалось привести его в чувство, однако пошевелиться (не то чтобы подняться и продолжить игру) Терри не смог. В кислородной маске и с перетянутой двумя ремнями головой защитника отнесли на носилках к ближайшей карете «скорой помощи», которая отвезла его в один из госпиталей города Кардифф.

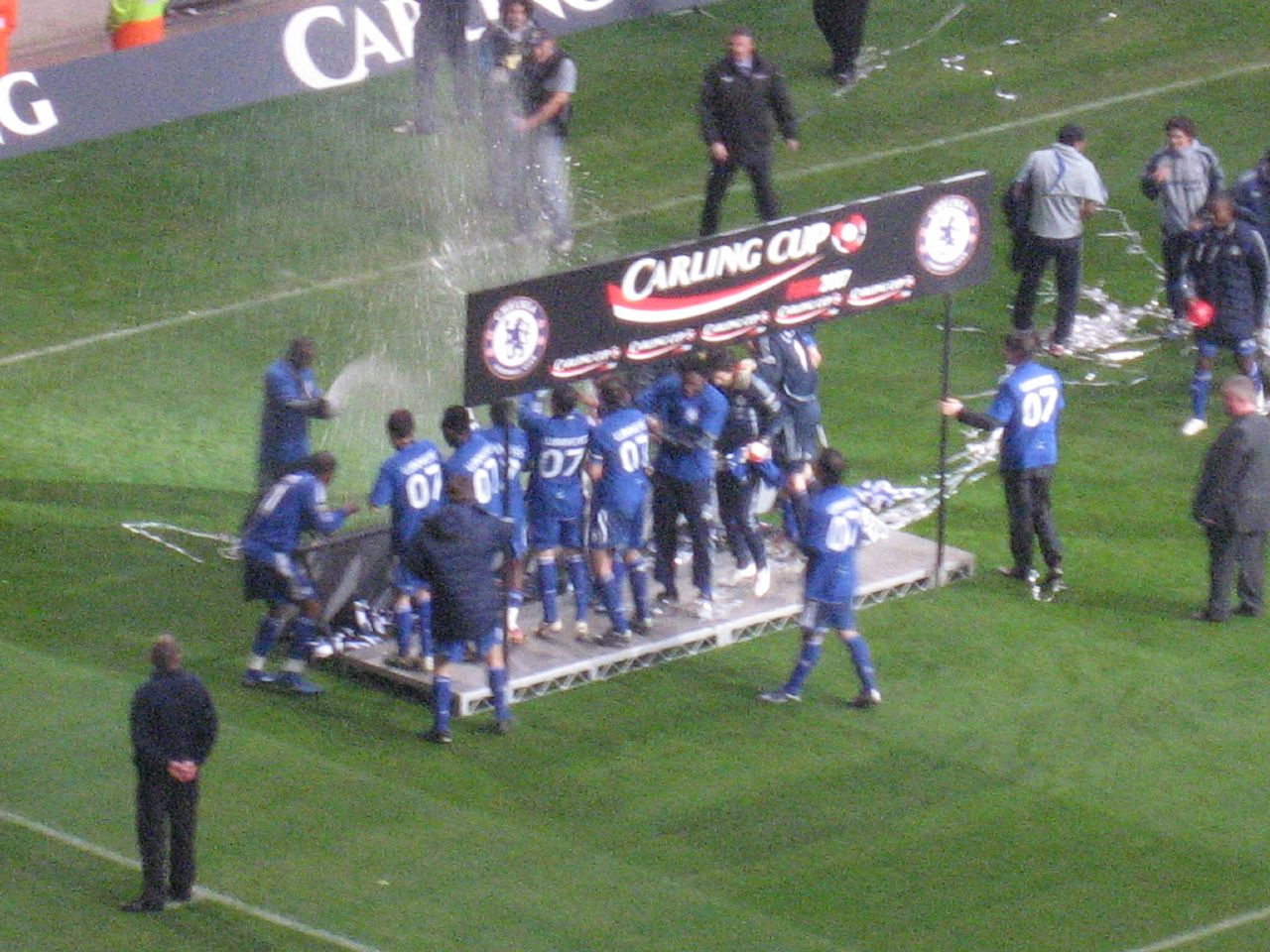
«Челси» празднуют победу

Диаби, нанесший Джону Терри травму, не смог справиться с волнением и продолжить встречу. Через несколько минут после того, как защитника «Челси» увезли со стадиона, он также попросил замену.
Основное время матча было продлено на пять минут после скандала, в результате которого капитан «Арсенала» Коло Туре, нападающий Эммануэль Адебайор и полузащитник «Челси» Джон Оби Микель были удалены с поля за агрессивное поведение, а Фрэнку Лэмпарду и Сеску Фабрегасу показны желтые карточки за неспортивное поведение.
Началом инциденту послужил момент, в котором защитник «Арсенала» Коло Туре агрессивно отреагировал на захват своей футболки со стороны полузащитника «Челси» Микеля. Тренер «Челси» Жозе Моуринью и его коллега из «Арсенала» Арсен Венгер выбежали на поле, чтобы помочь растащить игроков.
Туре, Адебайор (после того, как его апелляция была отклонена) и Эммануэль Эбуэ, который впоследствии после просмотра видеоповтора эпизода был обвинён в агрессивном поведении, получили дисквалификацию на три матча. Адебайор получил дополнительную одноматчевую дисквалификацию за «агрессивную реакцию и отказ немедленно покинуть поле» после того, как был удалён арбитром Ховардом Уэббом.
Комиссия Футбольной ассоциации заявила, что рассматривает этот инцидент как серьёзный, неприемлемый и наносящий ущерб репутации игры, — говорится в заявлении Футбольной ассоциации. — Однако она приняла во внимание признание вины и смягчающие обстоятельства со стороны обоих клубов.
Комиссия посчитала, что косвенно игроки «Арсенала» были больше вовлечены в инцидент в финале Кубка Лиги, однако в прошлом в отношении «Челси» было несколько доказанных обвинений, касавшихся поведения игроков клуба, после которых клубу делались предупреждения".
«Челси» был дважды оштрафован на 10 тысяч фунтов после того, как в марте прошлого года клуб признали виновным в неспособности контролировать своих игроков в матчах против Вест Бромвич Альбион и Фулхэма. Максимальный штраф в размере 250 тысяч никогда не применялся после подобных нарушений.
Эти штрафы составляют лишь небольшой процент от сумм, которые клубы заработали за выход в финал, поскольку доходы каждого клуба от продажи билетов составили 800 тысяч фунтов. Призовыми «Челси» получил 100 тысяч, а «Арсенал» — 50. Ожидается также, что оба клуба заработают около 750 тысяч благодаря трансляциям предыдущих матчей по телевидению, а также поступлениям от продажи билетов.
Травма Терри и удаление Туре означали, что капитаны обеих команд не закончат матч и повязки капитанов были переданы Лэмпарду и Фабрегасу, соответственно.
Это был последний финал Кубка Лиги, который должен был пройти в Кардиффе, так как к следующему розыгрышу должен был открыться реконструированный стадион «Уэмбли».
Так же матч был прерван из-за инцидентов болельщиков «Челси», которые забросали игроков «Арсенала» сельдереем. Забрасывание сельдереем поля, это клубные традиции среди болельщиков «Челси».

## Путь к финалу
| Челси                                              | Челси                                              | Раунд     | Арсенал                                              | Арсенал                                              |
| -------------------------------------------------- | -------------------------------------------------- | --------- | ---------------------------------------------------- | ---------------------------------------------------- |
| Оппонент                                           | Результат                                          |           | Оппонент                                             | Результат                                            |
| Блэкберн Роверс                                    | 0:2                                                | Раунд 3   | Вест Бромвич Альбион                                 | 2:0                                                  |
| Астон Вилла                                        | 4:0                                                | Раунд 4   | Эвертон                                              | 0:1                                                  |
| Ньюкасл Юнайтед                                    | 0:1                                                | Раунд 5   | Ливерпуль                                            | 3:6                                                  |
| Уиком Уондерерс                                    | 1:1 (В); 4:0 (Д)                                   | Полуфинал | Тоттенхэм Хотспур                                    | 2:2 (В); 3:1 (Д)                                     |
| «Челси» победил со счётом 5:1 по сумме двух матчей | «Челси» победил со счётом 5:1 по сумме двух матчей |           | «Арсенал» победил со счётом 5:3 по сумме двух матчей | «Арсенал» победил со счётом 5:3 по сумме двух матчей |

## Отчёт о матче
| Челси          | 2:1     | Арсенал     |
| -------------- | ------- | ----------- |
| Дрогба 20′ 84′ | (отчёт) | Уолкотт 12′ |

| Челси | Арсенал |

| Челси:                                          |    |                  |       |       |
|                                                 |    |                  |       |       |
| GK                                              | 1  | Петр Чех         |       |       |
| RB                                              | 19 | Лассана Диарра   | 52'   |       |
| CB                                              | 26 | Джон Терри (к)   |       | 63'   |
| CB                                              | 6  | Рикарду Карвалью | 49'   |       |
| LB                                              | 18 | Уэйн Бридж       |       |       |
| DM                                              | 4  | Клод Макелеле    |       | 45'   |
| CM                                              | 8  | Фрэнк Лэмпард    | 90+6' |       |
| CM                                              | 13 | Михаэль Баллак   |       |       |
| CM                                              | 5  | Майкл Эссьен     | 36'   |       |
| CF                                              | 7  | Андрей Шевченко  |       | 90+9' |
| CF                                              | 11 | Дидье Дрогба     |       |       |
| Запасные:                                       |    |                  |       |       |
| GK                                              | 40 | Энрике Илариу    |       |       |
| DF                                              | 3  | Эшли Коул        |       |       |
| MF                                              | 12 | Джон Оби Микел   | 90+6' | 63'   |
| MF                                              | 16 | Арьен Роббен     |       | 45'   |
| FW                                              | 21 | Саломон Калу     |       | 90+9' |
| Главный тренер:                                 |    |                  |       |       |
| Жозе Моуринью Игрок матча: Дидье Дрогба (Челси) |    |                  |       |       |

| Арсенал:        |    |                    |       |     |
|                 |    |                    |       |     |
| GK              | 24 | Мануэль Альмуния   |       |     |
| RB              | 31 | Джастин Хойт       |       |     |
| CB              | 5  | Коло Туре (к)      | 90+6' |     |
| CB              | 6  | Филипп Сендерос    |       |     |
| LB              | 45 | Арман Траоре       |       | 66' |
| RM              | 32 | Тео Уолкотт        |       |     |
| CM              | 4  | Сеск Фабрегас      | 90+6' |     |
| CM              | 15 | Денилсон           | 29'   |     |
| LM              | 2  | Абу Диаби          |       | 68' |
| CF              | 30 | Жереми Альядьер    |       | 80' |
| CF              | 9  | Жулио Баптиста     |       |     |
| Запасные:       |    |                    |       |     |
| GK              | 21 | Март Поом          |       |     |
| DF              | 20 | Йоан Джуру         |       |     |
| DF              | 27 | Эммануэль Эбуэ     | 88'   | 66' |
| MF              | 13 | Александр Глеб     |       | 68' |
| FW              | 25 | Эммануэль Адебайор | 90+6' | 80' |
| Главный тренер: |    |                    |       |     |
| Арсен Венгер    |    |                    |       |     |

| Регламент матча - 90 минут основного времени. - 30 минут овертайм в случае необходимости. - Послематчевые пенальти в случае необходимости. - Семь игроков в запасе. - Максимум три замены. |